# Gersdorf an der Feistritz
Gersdorf an der Feistritz é um município da Áustria, situado no distrito de Weiz, no estado da Estíria. Tem 30,07 km² de área e sua população em 2019 foi estimada em 1.700 habitantes.